# بيت الجمع

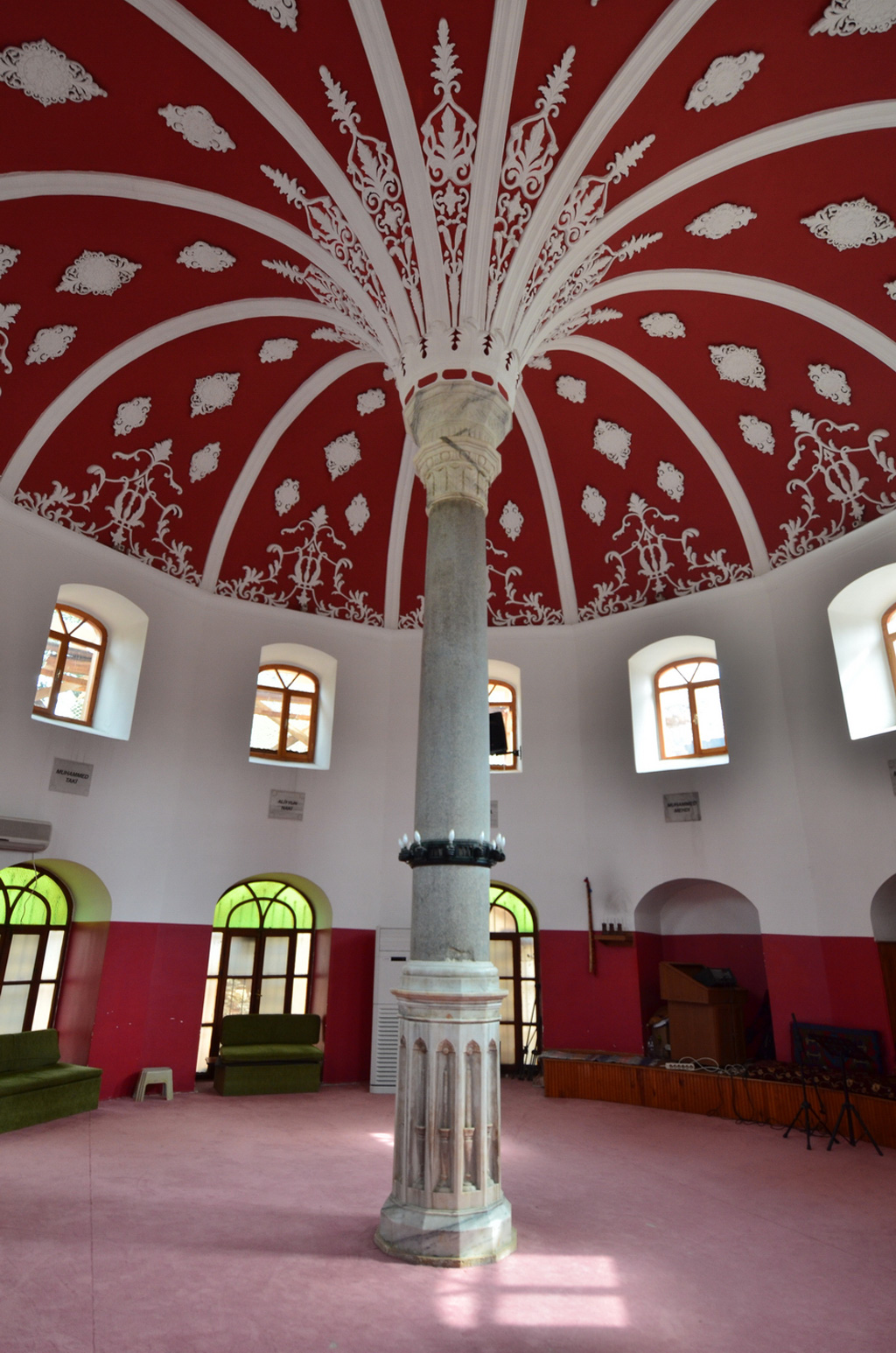
بيت الجمع في قاضي كوي، إسطنبول.

يؤدي الأتراك العلاهيون والطريقة البكتاشية عبادتهم في غرفة كبيرة تسمى «بيت الجمع» وهم لا يبنون المساجد، ويفسرون ذلك بأنه لم يكن هناك مساجد في زمن النبي صلى الله عليه وسلم (حسب ادعاءاتهم)، كما يبررون ذلك كون علي بن أبي طالب قتل في المسجد.
ويطلق العلويون على طقوس عبادتهم كلمة (جيم) وهي تقام بشكل منتظم. ولديهم أعياد ومناسبات هامة منها: نوروز، وصيام محرم، وصيام الخضر، وخضر إلياس، وعيد الأضحى، ولقمة موسى الرحال.
والعلويون الأتراك لا يصومون شهر رمضان، ويعتبرون النيروز أو النوروز بداية الربيع ويوماً للاحتفال بمولد الإمام علي، ويطلقون على ليلة 21 آذار / مارس «نوروز السلطان» ويقام فيها «جيم».
وفي أشهر الشتاء يقومون بترتيب «لقمة موسى الرحال» فيطوفون البيوت لجمع الطعام، وتذبح القرابين، وتطبخ الأطعمة وتوزع، ويعتقدون بأن الفائدة التي تحققها لقمة موسى للجماعة تأتي بالبركة للمحصول.
ويعبر العلويون الأتراك عن حزنهم على مقتل الإمام الحسين بالصيام في شهر محرم، فيصومون اثنى عشر يوماً لذكرى الأئمة الاثنى عشر، وبعضهم يصوم أربعة عشر يوماً من أجل «الأبرار الأربعة عشر».
ولذكرى حرمان الحسين من الماء في كربلاء فإنهم لا يشربون الماء، ولا يذبحون القرابين في هذا الشهر، ولا يحلق الرجال شعورهم.
وفي شهر شباط/ فبراير يصومون ثلاثة أيام (صيام الخضر)، وفي 6 مارس يحتفلون بخضر إلياس، معتقدين أن الخضر يعين الناس في الثلج، وخضر إلياس يعينهم في البحر.
وتقديم القرابين من العادات الشائعة لدى العلويين الأتراك، وتجري في أغلب المناسبات عدا محرم. ومن التقاليد الاجتماعية لدى العلويين هي أنهم لا يتزوجون من الأقارب، ويعتبرون أبناء العم وأبناء الخال إخوة.
وهناك تقليد آخر هو أن الشاب يختار من بين جيرانه أو أصدقائه أختاً، وهي علاقة تستمر طيلة حياتهم، وكذلك تفعل الفتاة.
وتعتبر مناطق العلويين الأتراك من المناطق المشهورة بزراعة العنب وصناعة الخمور، ويشتهرون بشرب الخمر الذي كثيراً ما يصنعونه في بيوتهم، ويقيمون مهرجانات لاختيار أفضل أنواع العنب وتذوق الخمر.
ومن عاداتهم المتوارثة التي لا يحيدون عنها: إجراء ختان الأولاد في ذكرى ميلاد الإمام علي من كل عام، وإقامة احتفال كبير عند الزواج عادة ما يكون في ذكرى ميلاد الإمام الحسين، والاجتماع في بيوت الجمع لإجراء المقابلات الموسيقية الراقصة المختلطة في المناسبات، ولقراءة الأشعار البكتاشية.
وفيما يتعلق بالحج، فإن أكثرهم يحجون إلى قبر بكتاش، والصلاة يؤدونها على طريقتهم الخاصة، فالصلاة عندهم ليست سجوداً على الأرض أو مقابلة للجدران، وإنما مقابلة للإنسان وجهاً لوجه في بيوت الجمع، وفي رقصة (المقابلة) برفقة الآلات الموسيقية الخاصة بهم، لأن الصلاة عندهم أمنية تتخاطب خلالها الأرواح والأفئدة خارج نطاق الجسد.